# Château de Leeds
Pour les articles homonymes, voir Leeds (homonymie).
 (juin 2010).
Si vous disposez d'ouvrages ou d'articles de référence ou si vous connaissez des sites web de qualité traitant du thème abordé ici, merci de compléter l'article en donnant les références utiles à sa vérifiabilité et en les liant à la section « Notes et références ».
Le château de Leeds est un château anglais construit en 1119, qui se trouve au sud-est de Maidstone, près du village de Leeds dans le Kent.

## Histoire
Le manoir de Leeds appartenait déjà à la famille royale saxonne au temps du règne d'Æthelwulf de Wessex en 857. Dans les années qui précédèrent la Conquête, le roi Édouard le Confesseur céda le manoir à la puissante maison des Godwin.
En 1090, Guillaume II Rufus céda le manoir à un cousin, Hamo de Crèvecœur qui s'y était rendu avec son père. En 1119 Robert de Crèvecœur commença la construction du premier château de pierre. Le donjon ou fortification principale, fut construit sur le site de l'actuelle gloriette. Il est possible que sans l'existence du moulin fortifié, situé près de la rivière Len, le château n'eût jamais été construit là où il se trouve, Quoiqu'il soit difficile de le dater avec précision, il est certain que le moulin est antérieur au Domesday Book (sorte d'inventaire dressé pour répertorier les terres anglaises) de 1086.
Les bâtiments domestiques étaient situés à l'intérieur du mur d'enceinte sur l'île la plus grande, qui était reliée au donjon par un pont-levis surplombant un fossé rempli d'eau. Après la bataille d'Evesham en 1265, la famille tomba dans le déclin et Sir Robert de Crèvecœur fut contraint de céder le château à Sir Roger de Leyburn. Le fils de ce dernier, Guillaume, 1er Lord Leyburn, fit lui-même cession du château à Édouard Ier et sa reine, Éléonore de Castille en 1278.
Ainsi commença la longue possession royale du château de Leeds. Édouard Ier et sa reine, Éléonore, fille de saint Ferdinand III, roi de Castille, aimaient Leeds et y venaient pour se reposer et chasser. La reine Éléonore introduisit certains raffinements de sa patrie méridionale, très influencée par les Maures, comme les tapis sur les planchers et aux murs ainsi que l'utilisation du verre pour les fenêtres. À l'époque médiévale, le mariage représentait presque exclusivement pour les rois un moyen d'augmenter ou de sauvegarder leur puissance. C'était dans le but de protéger la frontière sud de ses possessions françaises en Gascogne qu'Édouard épousa Éléonore.
Le mariage avait été conclu pour des raisons d'État, mais comme ses parents, Henri III et Éléonore de Provence, le roi Édouard et sa reine Éléonore finirent par s'aimer.
La reine Éléonore mourut en 1290 et en 1293, le roi fit construire une petite chapelle au château à la mémoire de sa reine bien-aimée. La petite chapelle fut consacrée et agrandie par les monarques successifs jusqu'à sa dissolution à l'époque de la Réforme en 1544.
En 1299, afin d'améliorer les relations avec la France, Édouard Ier épousa Marguerite, fille de Philippe III le Hardi, roi de France, et ils passèrent leur lune de miel au château de Leeds. Le roi céda Leeds à sa reine, inaugurant ainsi la tradition selon laquelle le château devenait un douaire des reines d'Angleterre, château qu'elles gardaient pendant leur veuvage.
Les choses se passèrent moins bien pour Édouard II et sa reine, Isabelle, fille de Philippe IV le Bel, roi de France. Négligeant d'en informer son épouse, il céda le château à Bartholomew de Badlesmere, Lord régisseur de la Maison. Une nuit, en 1321, la reine arriva au château pour y chercher repos et abri ; on ne la laissa pas entrer et elle fut même assaillie par des archers qui attaquèrent le groupe royal, tuant plusieurs de ses membres. Mécontent de cet accueil, le roi assiégea le château, captura Badlesmere et le fit décapiter. Six ans plus tard, Édouard fut déposé et assassiné, mais la reine Isabelle conserva le château jusqu'à sa mort en 1358. Là où les deux rois Édouard précédents s'étaient arrêtés, le roi suivant, Édouard III, continua leurs travaux ; il fit agrandir le parc et améliorer le château.

## Toponymie
Il y a plus de mille ans, les Saxons l'appelaient Esledes et avec le temps, ce nom s'est transformé en "Leeds".

## Présentation des lieux

### Château

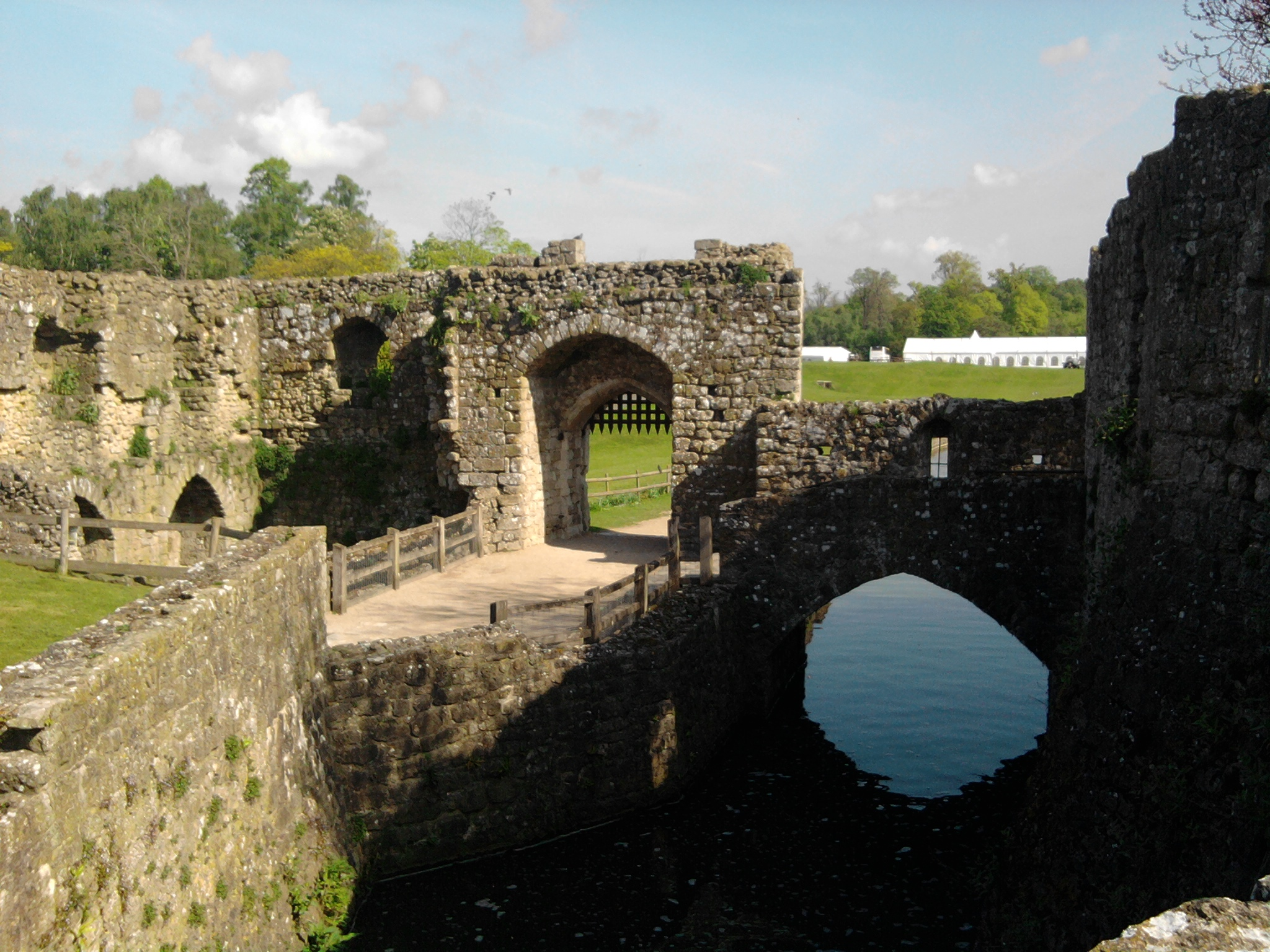
Les douves, le moulin et la herse du château (vue du Sud)

Le château, construit en 1119, comporte de nombreuses pièces. À l'origine, le château comportait une muraille, qui fut rasée pour transformer le château fort en résidence royale.
Le château possède une grande douve, qui forme un lac favorable à l'habitat (et à la reproduction) d'espèce aviaires telles que les cygnes (blanc et noir) ou les canards. Outre les douves, un moulin à eau y a également été construit au Moyen Âge sur la rivière Len, bien avant la construction du château.
Édouard Ier fit apporter d'importantes modifications au château et une partie de ce que l'on peut voir aujourd'hui provient des travaux réalisés par les ingénieurs du roi. Tirant parti du site, ils améliorèrent les digues qui entouraient les douves. Protégé par une barbacane d'une conception peu commune reliée au moulin fortifié et au corps de garde, un grand barrage fut construit pour retenir les eaux. Un mur de soutènement, d'environ 9 mètres de haut fut érigé, à pic dans l'eau, autour de la plus grande île et renforcé par intervalles par des tourelles semi-circulaires qui à l'origine étaient dotées d'étages supérieurs à meurtrières et abritaient des réserves. Les bâtiments domestiques occupaient une grande partie de l'île principale, reliée par un pont-levis au donjon, ici appelé la Gloriette (un terme espagnol désignant un pavillon à l'intersection d'un jardin mauresque ; là encore, sous l'influence d'Éléonore de Castille).

Vue panoramique du château de Leeds depuis le nord-ouest

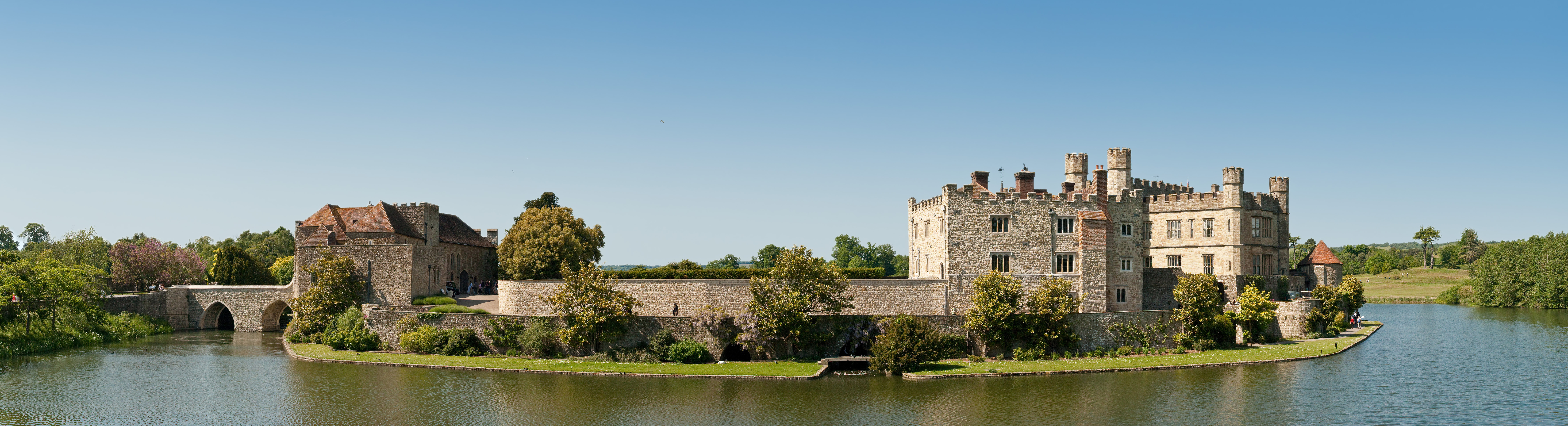
Vue panoramique du château de Leeds et sa douve

### Labyrinthe

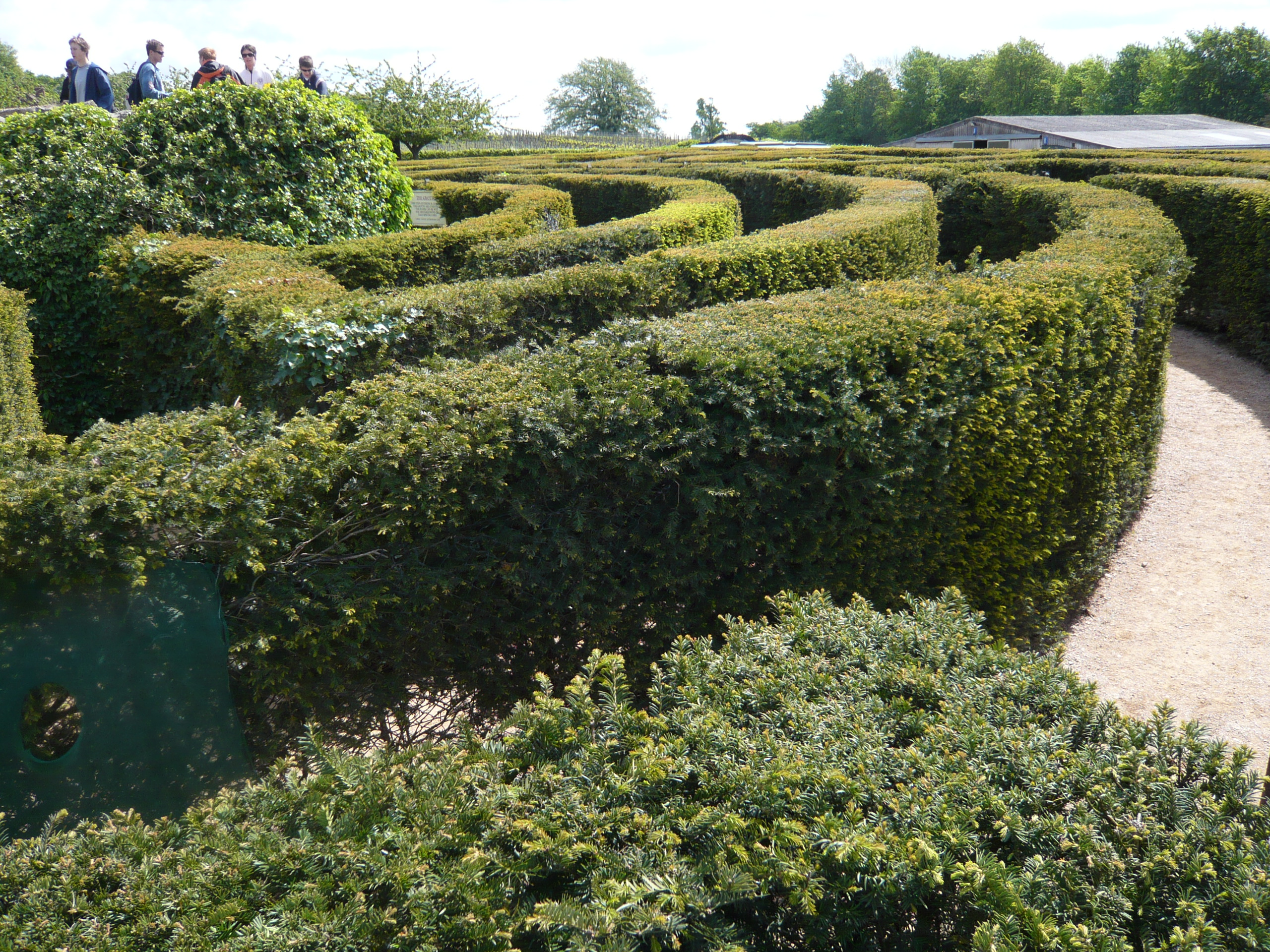
Le labyrinthe du château de Leeds

Le  labyrinthe  a été construit à l'extrémité sud du jardin en 1988 à partir de 2 400 ifs communs. Ce labyrinthe a la particularité de ne pas pouvoir se résoudre en mettant sa main contre un des deux murs et de marcher en gardant la main sur le mur jusqu'à trouver la sortie, du fait de la non-connexité des murs du labyrinthe.

### Jardins
Le château de Leeds possède un grand jardin (dont un labyrinthe). Il y a aussi des lacs avec des oiseaux et un terrain de golf.

### Volière
Les volières du château de Leeds comportent une très grande variété d'oiseau. On y trouve des Toucans, des Perroquets et d'autres sortes d'oiseaux.

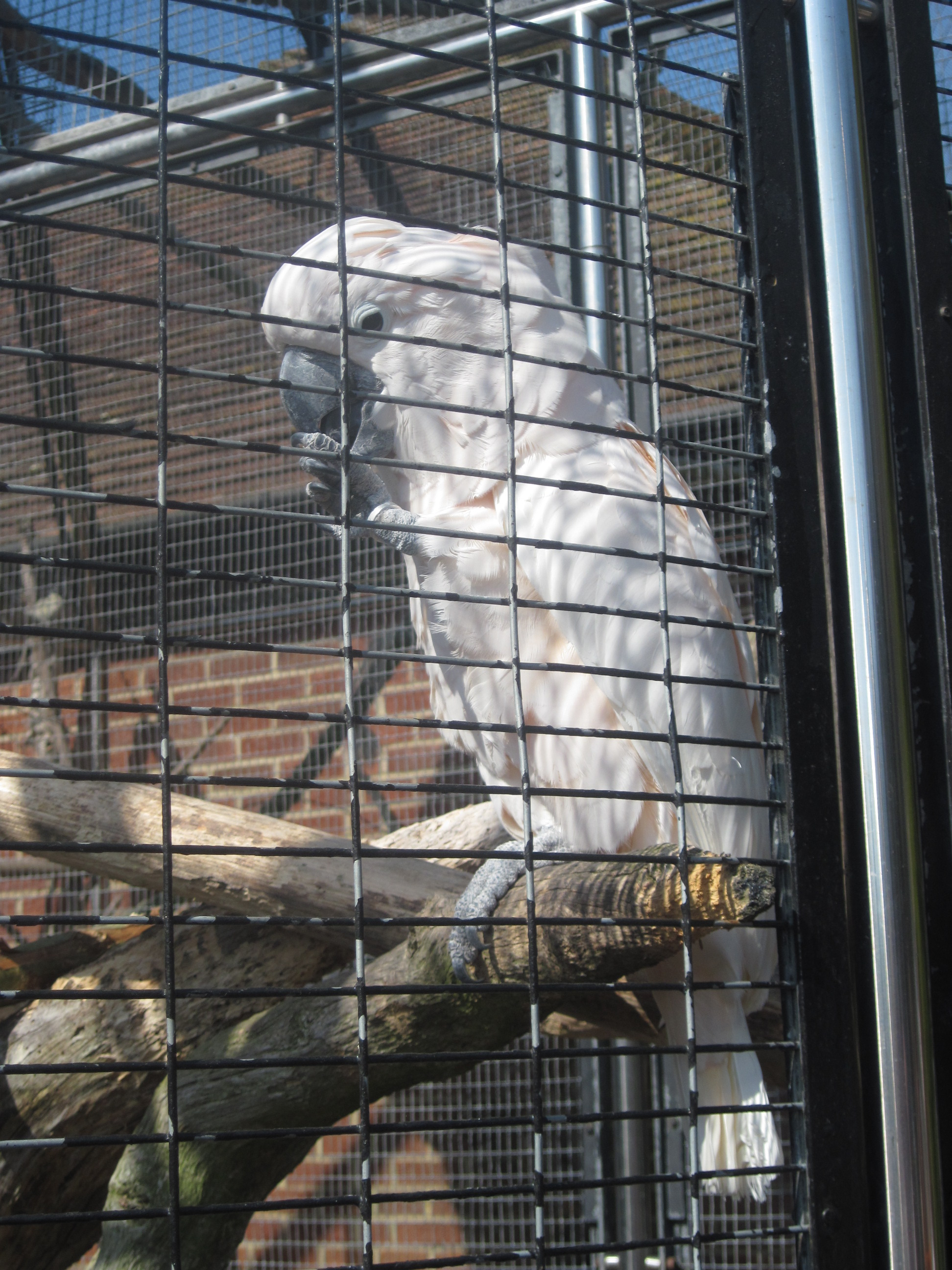
Perroquet rose et blanc
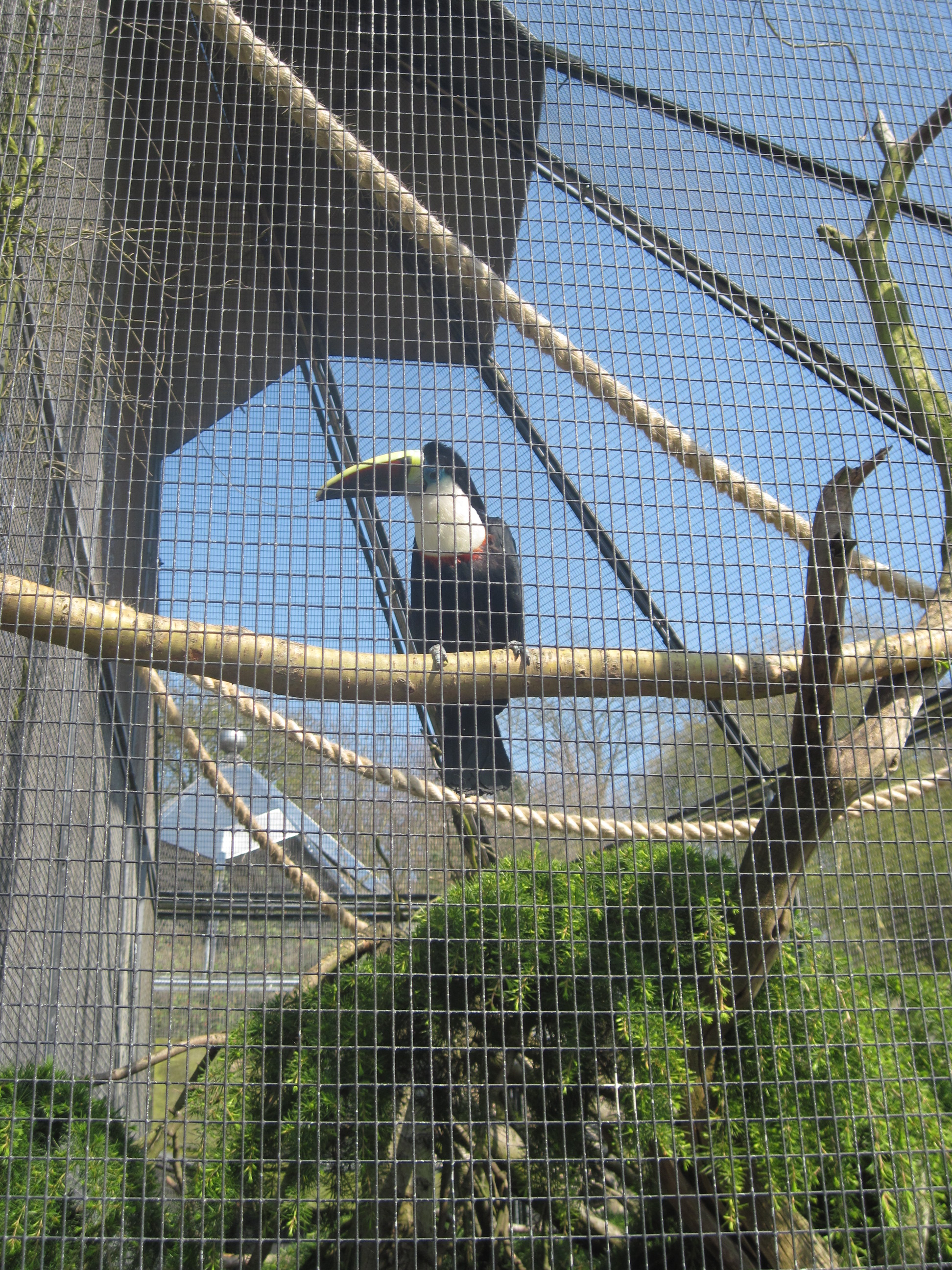
Toucan
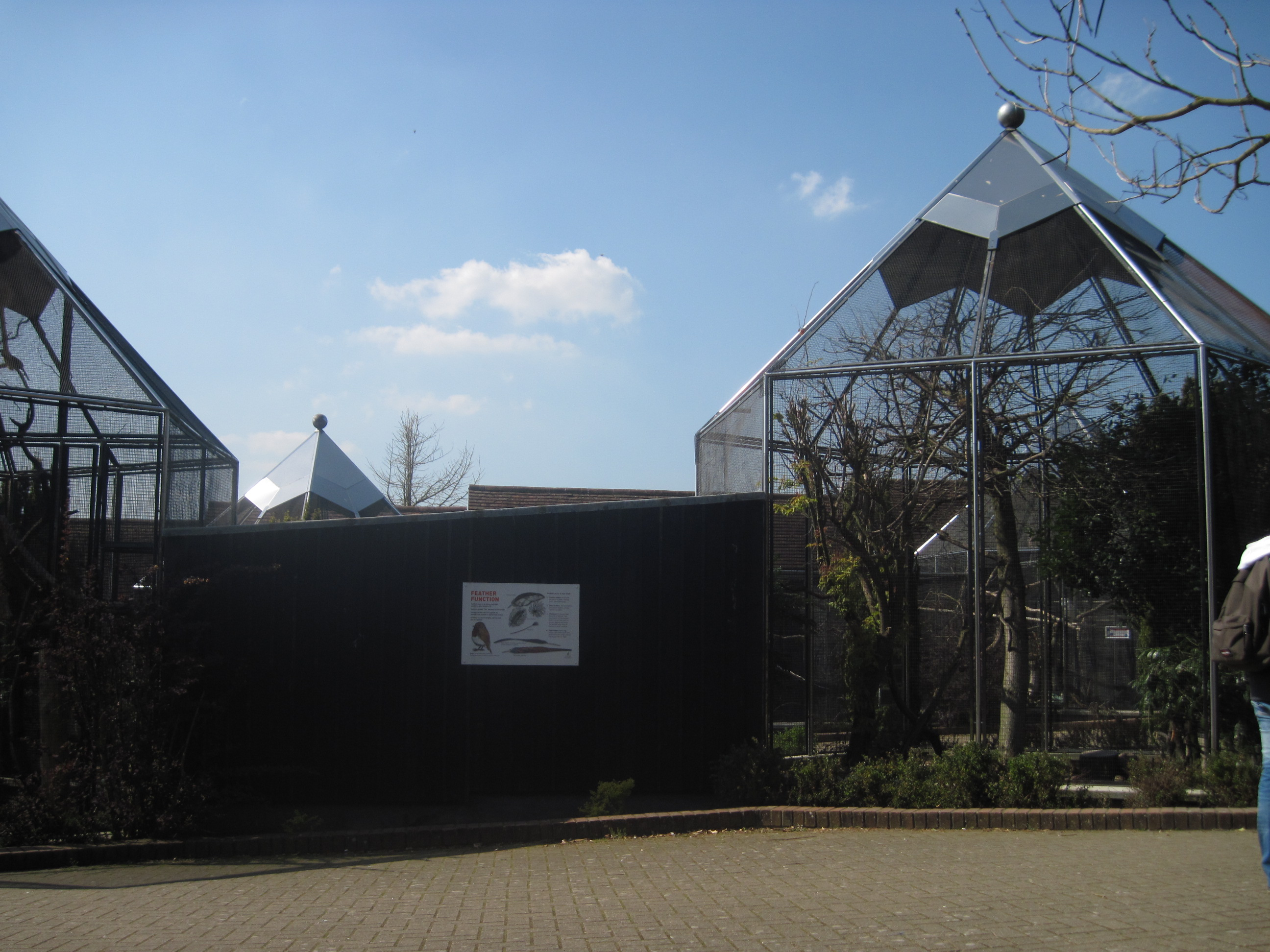
Volière de Leeds

## Espèces aviaires présentes
De nombreuses espèces aviaires peuvent être observées dans les jardins du château, des espèces assez courantes comme des canards colverts, des paons, des bernaches nonnettes, des oies des neiges ou des cygnes blancs et noirs qui y nichent au printemps.

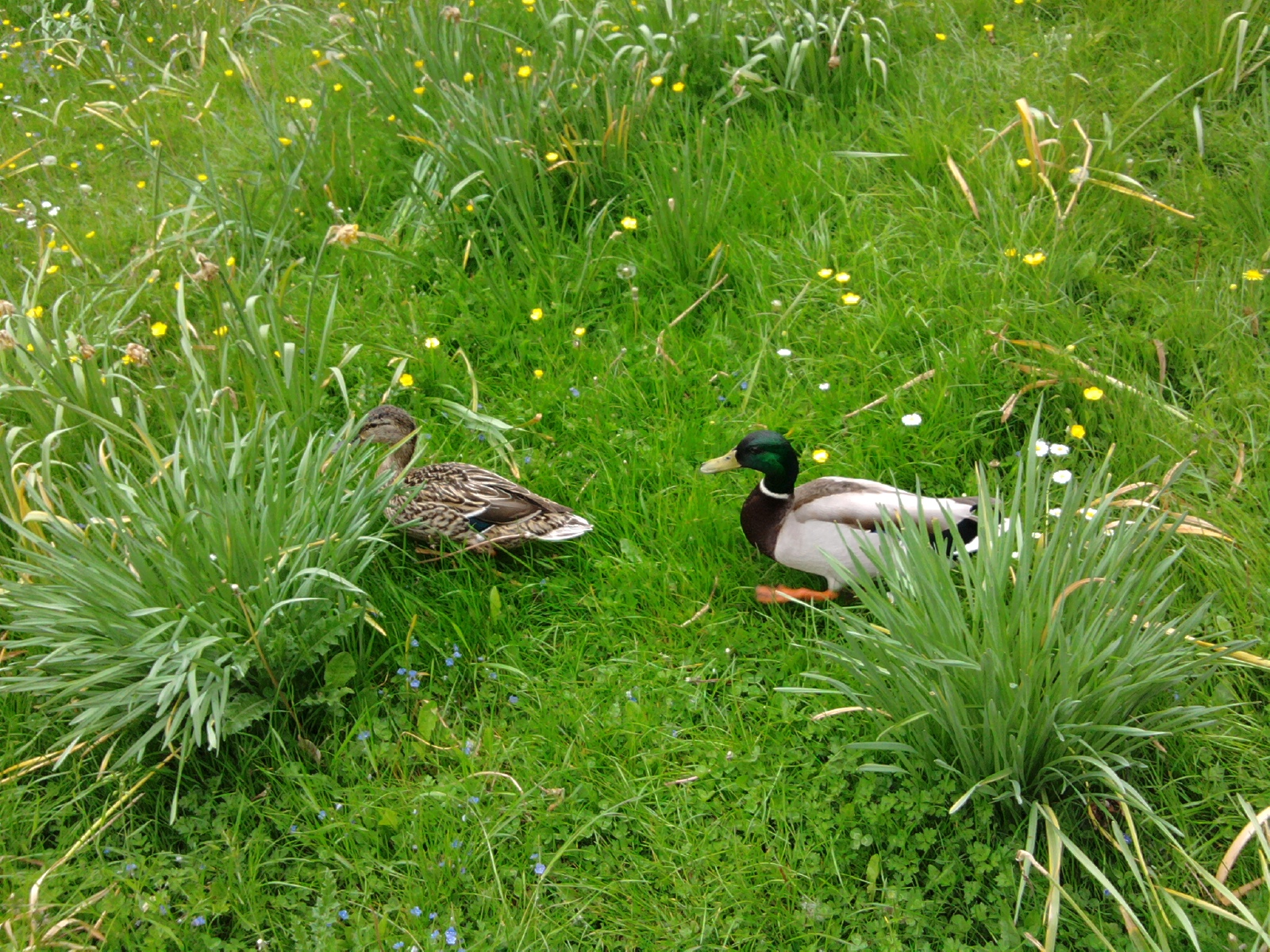
Canards colverts
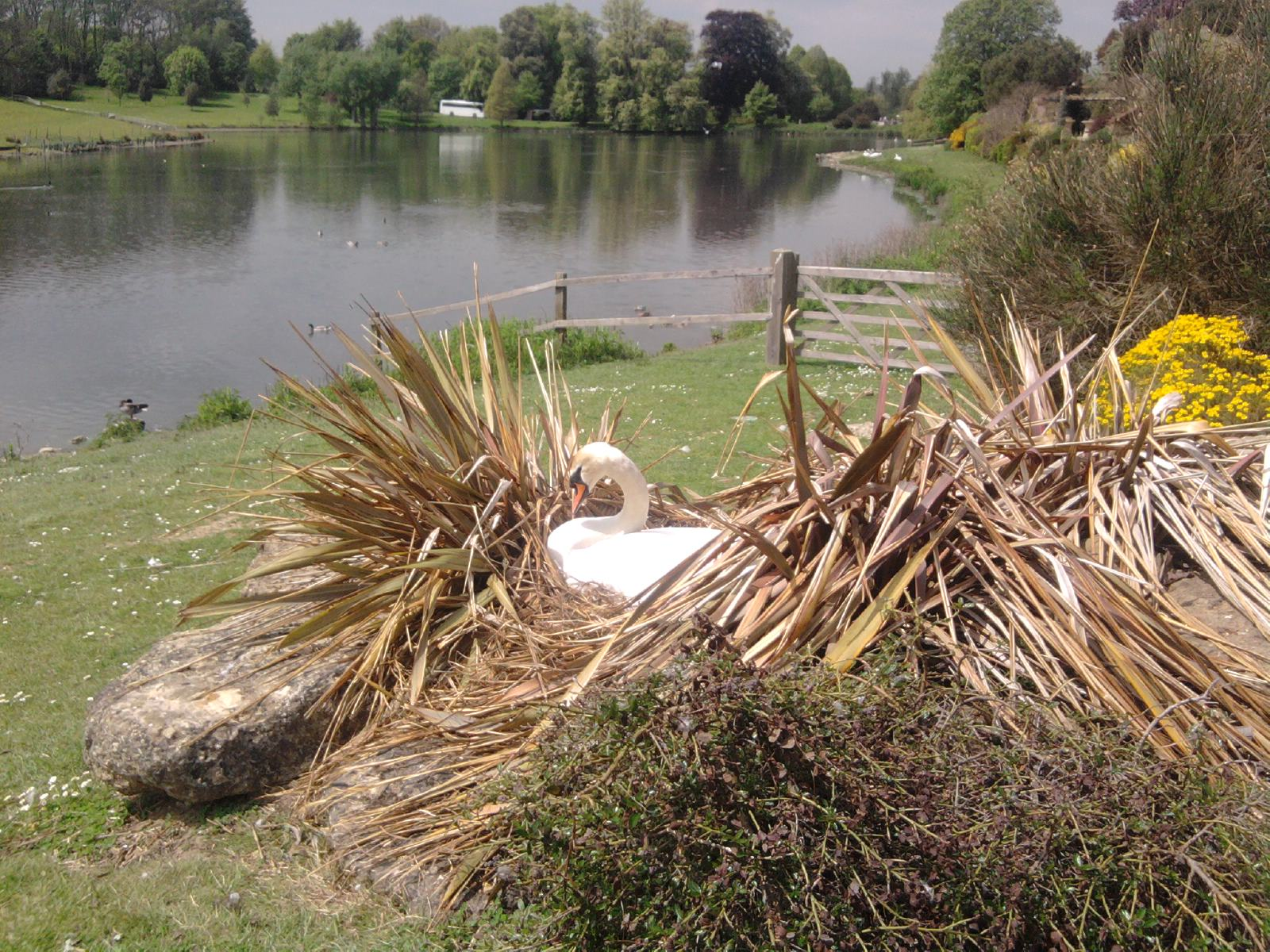
Cygne blanc sur son nid
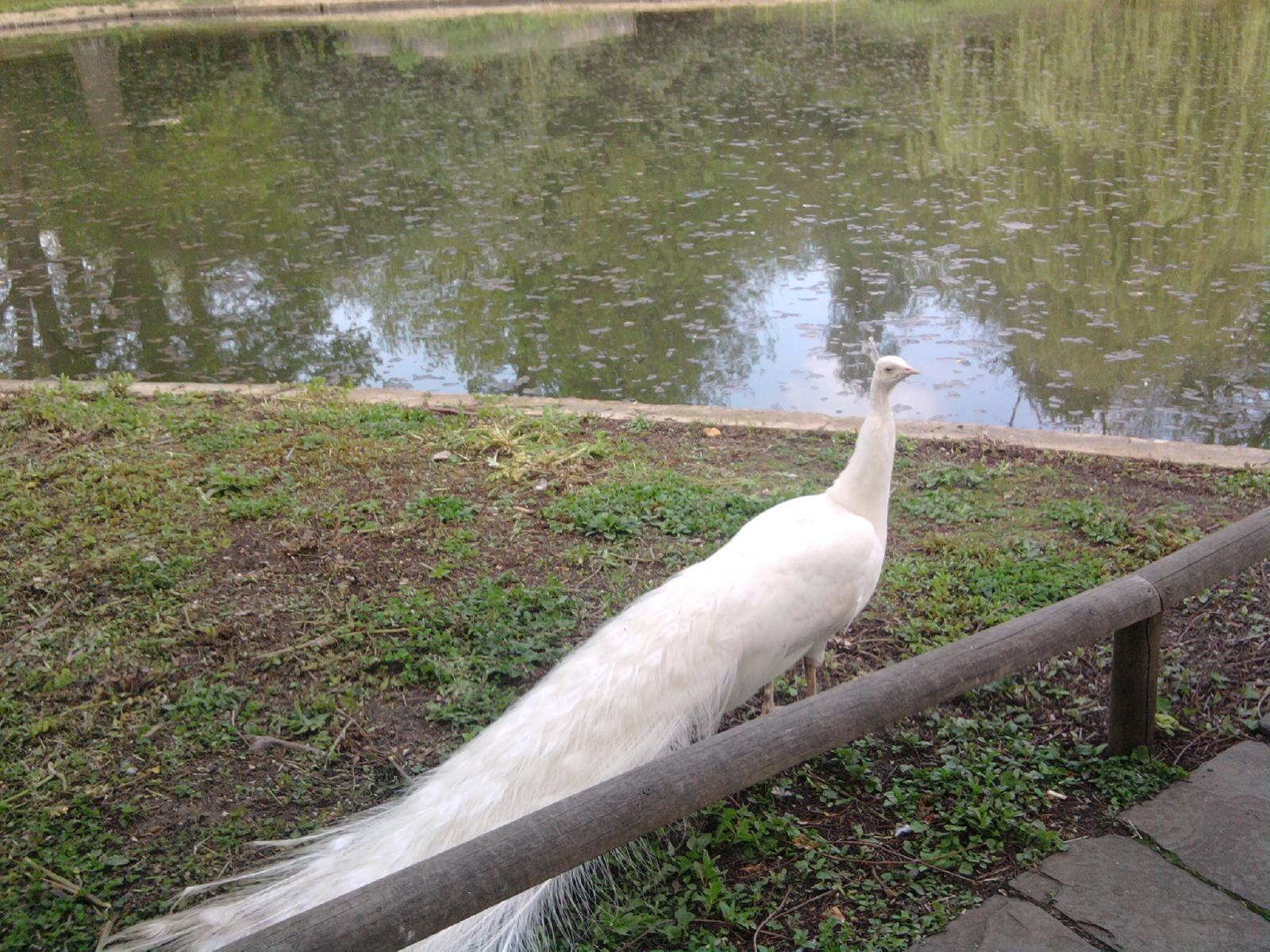
Paon blanc
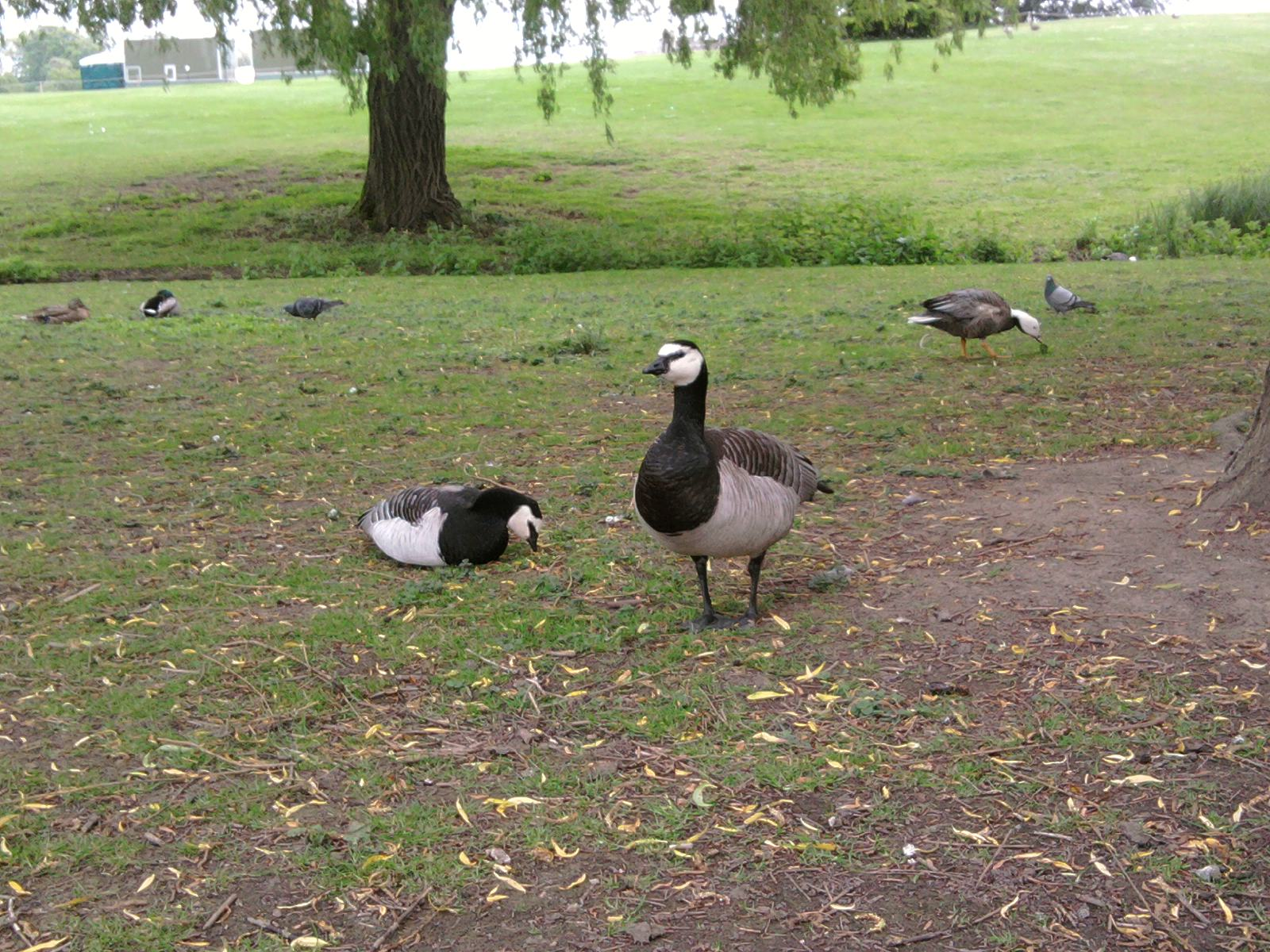
Premier plan : bernaches nonnettes Second plan : oie des neiges de phase bleue
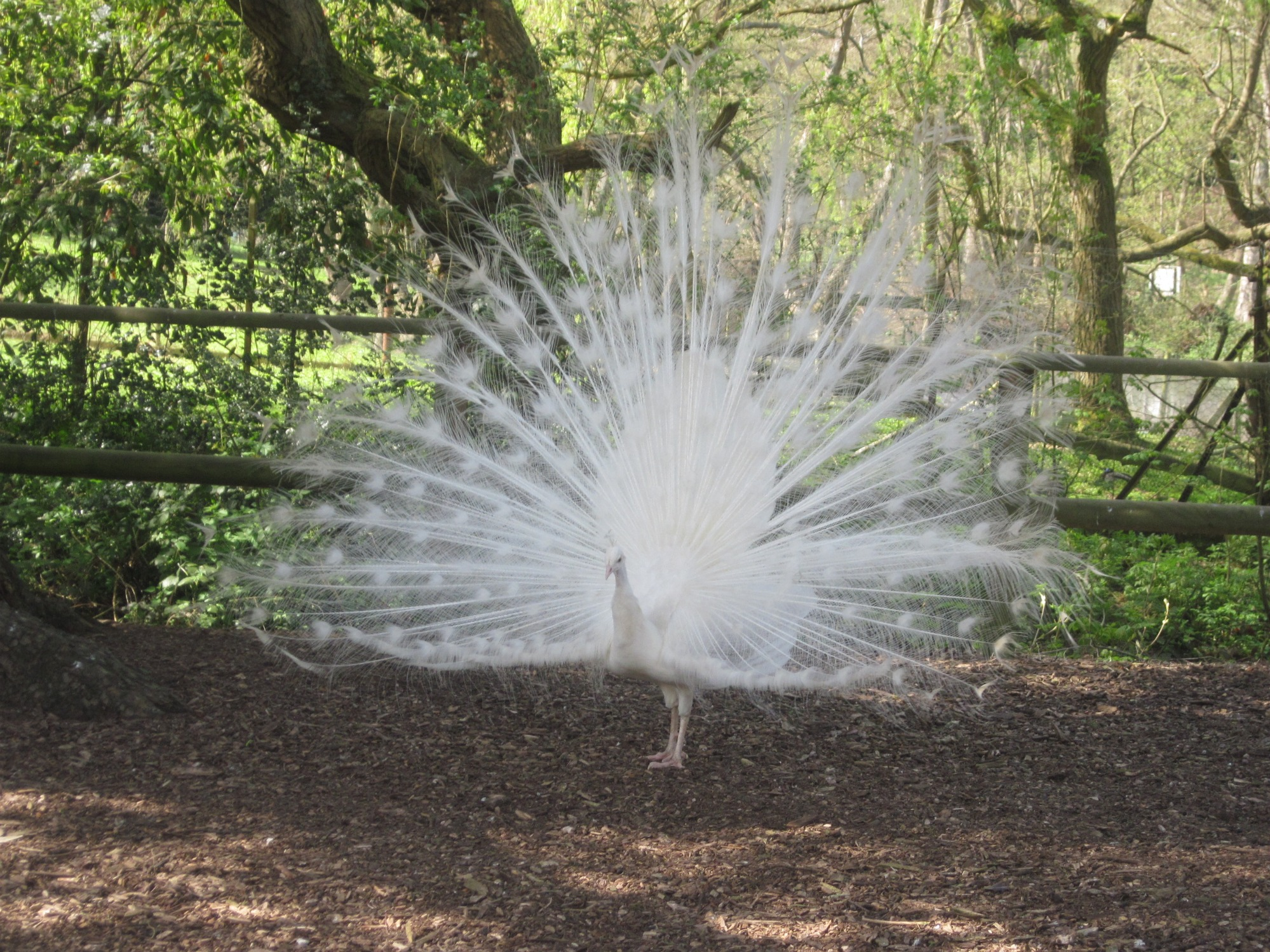
Paon albinos